# 瓦伊利亞希爾卡山 (卡哈坦博區)
10°27′18″S 76°51′57″W / 10.45500°S 76.86583°W
瓦伊利亞希爾卡山（Waylla Hirka），是秘魯的山峰，位於該國中南部利馬大區，由卡哈坦博省的卡哈坦博區負責管轄，屬於安地斯山脈的一部分，海拔高度4,800米。